# Isaac Bentham
Isaac Bentham (Wigan, 27 ottobre 1886 – Arras, 15 maggio 1917) è stato un pallanuotista britannico, vincitore di una medaglia d'oro alle olimpiadi di Stoccolma 1912.